# جین ایر (فیلم ۱۹۹۶)
جین ایر (انگلیسی: Jane Eyre) فیلمی به کارگردانی فرانکو زفیرلی و اقتباسی از رمانی به همین نام اثر شارلوت برونته است که در سال ۱۹۹۶ منتشر شد.

## بازیگران
- شارلوت گنسبور
- ویلیام هرت
- آنا پاکوین
- جوآن پلورایت
- ماریا اشنایدر
- فیونا شو
- جرالدین چاپلین
- الی مک‌فرسن
- بیلی وایتلا
- رالف نوسک
- آماندا روت
- والتر اسپارو